# Blackpool
Blackpool je grad u zapadnoj Engleskoj u regiji North West England i okrugu Lancashire na obalama Irskog mora.

## Stanovništvo
Blackpool ima 142.900 stanovnika, što ga svrstava na četvrto mjesto po veličini naselje u North West England iza Manchestera, Liverpoola i Warringtona. 

### Etnički sastav
Prema etničkoj podjeli u gradu živi najviše bijelaca 96,8%, zatim južnih azijata 1,3%, mješanaca  
0,8%,  crnaca 0,4%, kineza 0,3% i ostalih azijata 0,2% (procjena)

## Zemljopis
Nalazi se 64 km sjevernozapadno od Manchestera, a manje od 30 milja sjeverno od Liverpool City centra. Grad se prostire na obalama Irskoga mora na površini od 34.92 km².

## Poznate osobe
- Pauline Moran - glumica
- David Thewlis - glumac

## Gradovi prijatelji
- Bottrop, Njemačka[2]

## Vanjske poveznice
- Službena stranica grada